# Aniele mój
Aniele mój – pierwszy singel zespołu Łzy z albumu Słońce. Utwór znalazł się również na składance zespołu The Best of 1996-2006. Singel został wydany w nakładzie 500 sztuk.

## Spis utworów
1. Aniele mój 4:27
2. Aniele mój (akustycznie) 4:17
3. Emmanuelle Noire 3:47
4. Emmanuelle Noire (minimal mix) 3:41

## Skład
- Anna Wyszkoni – wokal
- Adam Konkol – gitara
- Arkadiusz Dzierżawa – bas
- Adrian Wieczorek – klawisze
- Dawid Krzykała – perkusja

- Przemek Nowak – realizator nagrań
- Staszek Bokowy – mix
- Q-Sound" Jacek Gawłowski – mastering